# Jules-Joseph Pire
Jules-Joseph Pire, belgijski general, * 29. marec 1878, † 29. januar 1953.